# 潮州西湖
23°40′25″N 116°38′22″E / 23.6736°N 116.6394°E

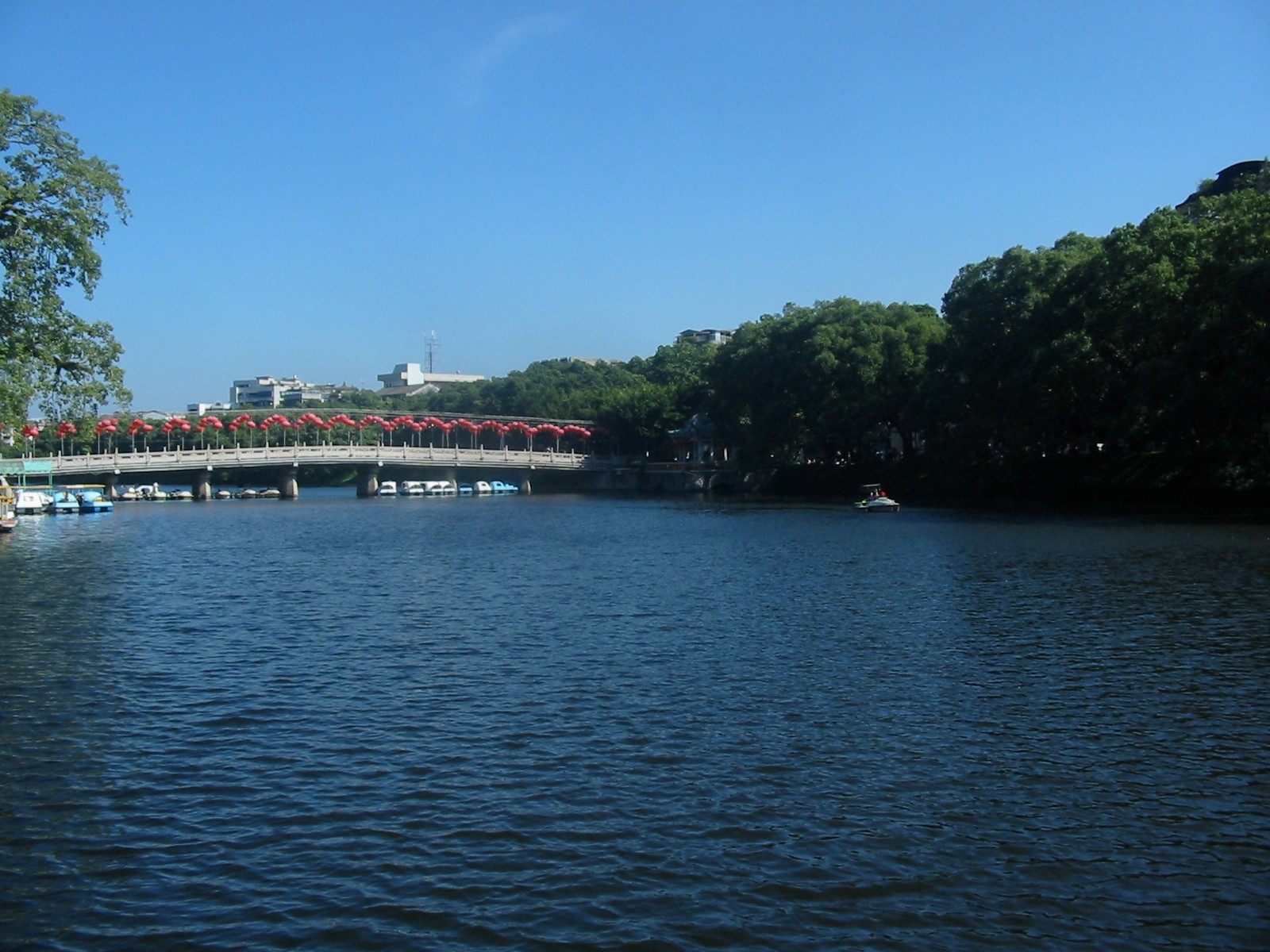
潮州西湖

潮州西湖為广东省潮州市湘桥区城西，西湖公園的湖泊，曾為韓江的支流。後來唐朝時韓愈抵達潮州後，築堤壩切斷其連接，因河流作用成為湖泊。
在西湖公园境内有海拔73米的西湖山，西湖山顶设有潮州广播电视塔，1987年建成。

## 外部連結
- 潮州西湖